# Palazzo De Ruggiero

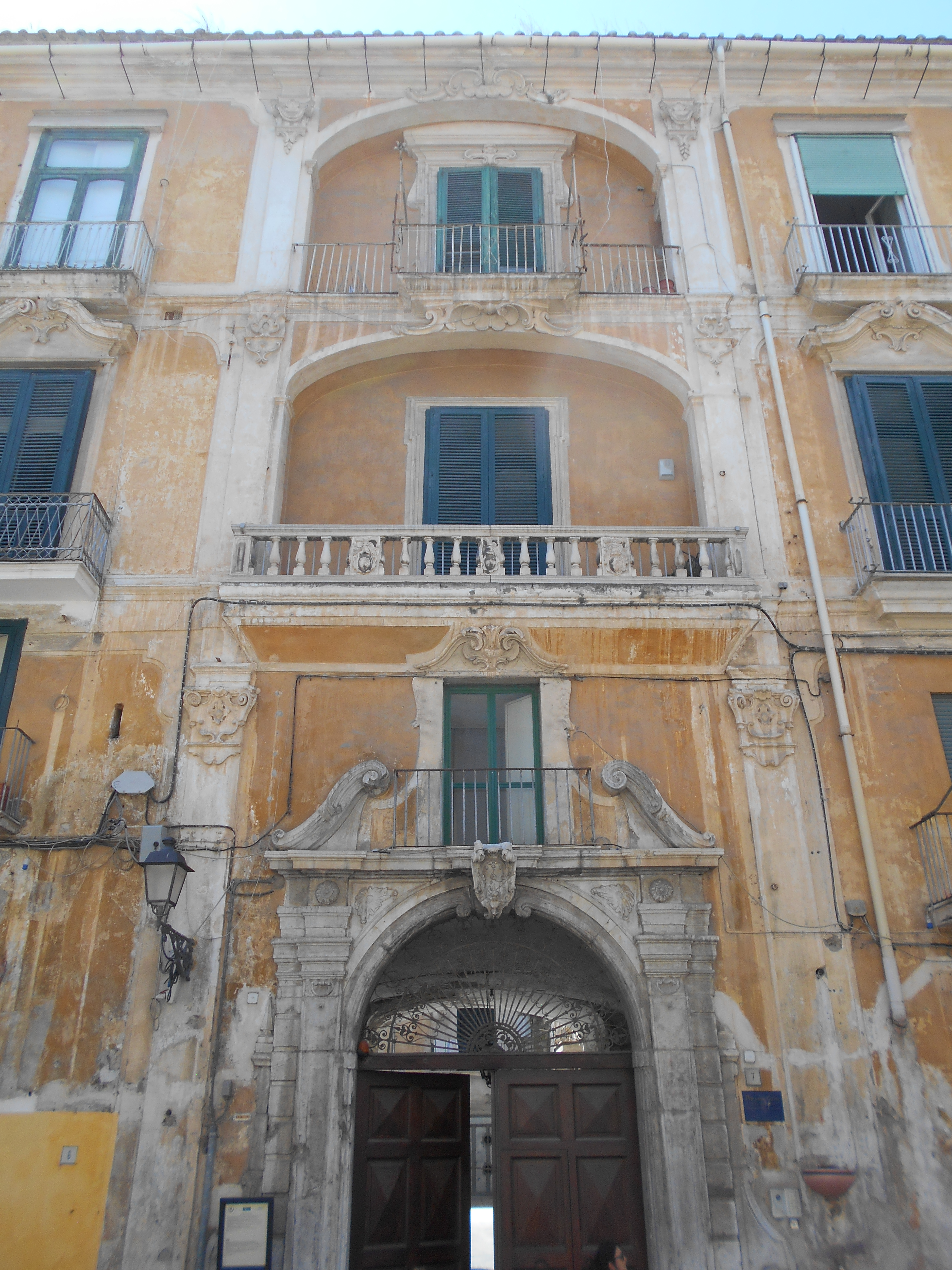
Il Palazzo De Ruggiero o Giannattasio, Salerno

Il Palazzo De Ruggiero (conosciuto anche come Palazzo Giannattasio) si trova nel centro storico di Salerno, di fronte alle scalinate d'accesso al Duomo.

## Caratteristiche
Oggi noto come "Palazzo Giannattasio" perché fu di ultima proprietà di questa famiglia originaria di San Cipriano Picentino (il cui stemma gentilizio in pietra campeggia ancora sul portale d'ingresso), era stato acquistato dai Della Calce, che a loro volta erano eredi dei De Ruggiero.
L'edificio sorge proprio davanti alla Cattedrale di Salerno (piazza Alfano I), per la cui costruzione la Famiglia De Ruggiero aveva donato molti terreni e beni.
Lo stemma della famiglia Giannattasio è ancora visibile sulla chiave di volta del portale e sui pilastri del terrazzo dell'appartamento nobiliare che si affaccia sulla cattedrale di Salerno. Il portale è semplice, privo di decorazioni che non hanno alcun legame con lo stile barocco. I primi due piani si aprono al centro su due ampi balconi, decorati con effetto chiaro-scuro. L'angolo orientale dell'edificio è decorato da un fregio stuccato. Nel cortile sono presenti numerosi ambienti che un tempo erano adibiti a magazzini, stalle e locali di servizio.
Il "Rione Duomo" è uno dei più antichi ed importanti del Centro storico di Salerno ed è compreso tra largo Abate Conforti e via Antonio Genovesi.
Risultò danneggiato durante sbarco a Salerno, durante la  seconda guerra mondiale, nel settembre 1943.
Il palazzo ospita, a volte, mostre ed esposizioni.